# Kaylin Swart
Kaylin Christen Swart (* 30. September 1994 in Gqeberha) ist eine südafrikanische Fußballtorhüterin.

## Karriere

### Vereine
Zur Saison 2021/22 wechselte sie von den Golden Stars zum JVW FC.

### Nationalmannschaft
Mit der südafrikanischen U17 nahm sie an der Weltmeisterschaft 2010 teil und stand als Stammtorhüterin hier bei allen drei Partien der Mannschaft im Kasten.
Der erste bekannte Einsatz im Tor der A-Nationalmannschaft war dann am 7. März 2018 bei einer 1:2-Niederlage gegen Belgien während des Zypern-Cup 2018. Darauf folgend war sie auch Teil der Mannschaft beim Afrika-Cup 2018. Im nächsten Jahr folgten dann wieder die Einsätze beim Zypern-Cup 2019 wie auch die Nominierung für den Kader bei der Weltmeisterschaft 2019. Dort war ihr einziger Einsatz das Gruppenspiel gegen die Volksrepublik China.
Es folgte eine lange Zeit ohne Einsatz, bis sie dann wieder beim Afrika-Cup 2022 dabei war, jedoch saß sie hier über den kompletten Turnierverlauf auf der Bank, auf welcher sie zusah, wie ihre Mannschaft den Titel der Afrikameisterinnen gewann. Sie selbst kam dann in diesem Jahr nur bei ein paar Freundschaftsspielen zum Einsatz.
Am 23. Juni 2023 wurde sie für den finalen Kader bei der Weltmeisterschaft 2023 nominiert. Hier erhielt sie dann bei dem ersten Gruppenspiel gegen Schweden ihren ersten Einsatz seit gut einem Jahr. Swart qualifizierte sich mit ihrer Mannschaft für das Achtelfinale der WM, wo sie jedoch gegen die Niederland mit 0:2 aus dem Wettbewerb ausschieden. Swart stand in allen 4 Spielen im Tor.